# Otto Zöckler
Otto Zöckler (* 27. Mai 1833 in Grünberg, Großherzogtum Hessen; † 19. Februar 1906 in Greifswald, Provinz Pommern) war ein deutscher evangelischer Theologe.

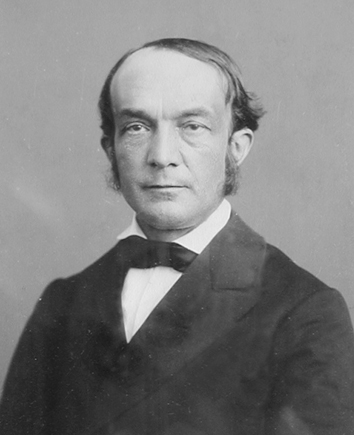
Otto Zöckler

## Leben
Otto Zöckler entstammt einer lutherischen Familie; sein Vater Konrad Zöckler war Dekan und Rektor in Grünberg (Hessen). Als Marburger Gymnasiast bekam Zöckler Kontakt zu Rektor August Vilmar (1800–1868), der als besonderer Vertreter eines legitimistischen Kirchenverständnisses und der sog. positiven Theologie in Hessen galt. Als ein Kind dieses damals so genannten „neuerwachten Glaubenslebens“ war durch Vilmar ein Kreis christlich-pietistischer Studenten entstanden, aus dem 1847 der Marburger Wingolf hervorging.
Nachdem Zöckler sein Abitur in Darmstadt ablegt hatte, was damals für alle Hessen-Darmstädter Gymnasiasten verpflichtend war, bezog er die Landesuniversität in Gießen und begann u. a. zusammen mit Friedrich Meyer, dem späteren Nachfolger Löhes als Rektor der Diakonissenanstalt Neuendettelsau, und Jacob Volhard einen wingolfitischen Verein zu gründen, aus dem am 15. August 1852 der Gießener Wingolf entstand, dessen wichtiger Initiator und Stifter Otto Zöckler war. Dieser Kreis wurde vor allem seit 1843 von Prof. Gustav Baur, bis dahin einziger Vertreter des Pietismus an der Gießener theologischen Fakultät, unterstützt und gefördert.

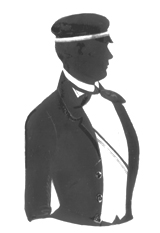
Otto Zöckler 1852 als Stifter des Gießener Wingolf

Als Student war Zöckler schon auffallend kenntnisreich und an Naturwissenschaften (Zoologie, Physiologie und Geologie) interessiert. So war er auch Schüler des Paulskirchenabgeordneten und Biologen Carl Vogt. Zöckler promovierte 1854 in Gießen zum Doktor der Philosophie und 1856 mit der Schrift De vi ac notione vocabuli „elpis“ in novo Testamento zum Dr. theol. und erhielt im gleichen Jahr die Lehrerlaubnis. 1857 wurde Zöckler Privatdozent und 1863 außerordentlicher Professor in Gießen. 1866 folgte er einem Ruf zum Ordinarius für Kirchengeschichte an der Universität Greifswald, wo er zusammen mit dem von ihm geförderten Hermann Cremer die bedeutende sog. „Greifswalder Schule“ begründete.
Zöckler hat ein auch für damalige Verhältnisse umfangreiches Werk publiziert, was von seinem Fleiß und seiner umfassenden Kenntnis der gesamten theologischen Fachgebiete wie auch der Naturwissenschaften zeugt. Er versuchte auf dem Boden der positiven Theologie den Offenbarungsglauben mit der aufkommenden modernen Naturwissenschaft zu versöhnen. Dabei wurde er zum entschiedenen Gegner des Darwinismus und versuchte diesen auch mit naturwissenschaftlichen Argumenten zu widerlegen. Dabei sind seine naturphilosophischen Schriften nicht von plumper Polemik gekennzeichnet, sondern zeigen die aufrechte Wahrheitssuche im Spannungsverhältnis von Wissenschaft und protestantischer Theologie im 19. Jahrhundert, selbst wenn die Gegnerschaft zu Darwin heute als Irrweg erkannt ist. Diese Auffassung und sein Festhalten an der klassischen positiven Theologie isolierten ihn in den letzten Lebensjahren innerhalb der neuen Strömungen der Theologie. So argumentierte er auch öffentlich gegen die theologischen Auffassungen seiner Wingolfsbrüder Adolf von Harnack und Ferdinand Kattenbusch, die die Ritschl’sche Schule und die Theologie August Tholucks wesentlich weiterentwickelt hatten.
Aufgrund seines enzyklopädischen Wissens gab Zöckler das mehrbändige, einflussreiche Handbuch der theologischen Wissenschaften und zusammen mit Hermann Strack die Kurzgefaßten Kommentare Alten und Neuen Testaments und zu den Apokryphen heraus. Er galt lange Zeit als theologische Autorität besonders in Fragen der naturwissenschaftlichen Erkenntnislehre. Von evangelikalen Kreisen in Amerika wird Zöckler, dessen Werke auch im englischen Sprachraum erschienen, derzeit als Theologe wiederentdeckt.
Otto Zöckler starb als die „Greifswalder Berühmtheit“ am 19. Februar 1906 in Greifswald. Sein Sohn Theodor Zöckler, der seinem Vater die Erinnerungsblätter widmete, wurde durch den Aufbau der evangelischen Gemeinden in Polen und Galizien weithin bekannt.

## Werke (in kleiner Auswahl)
- Theologia naturalis: Entwurf einer systematischen Naturtheologie vom offenbarungsgläubigen Standpunkte aus, Frankfurt/M. 1860.
- Kritische Geschichte der Askese, Frankfurt/M. u. Erlangen 1863; 1897 in Frankfurt/M. als „Zweite, gänzlich neu bearbeitete und stark vermehrte Auflage“ in zwei Bänden erneut ersch. unter dem neuen Titel Askese und Mönchtum (leicht beschränktes Digitalisat bei Forgottenbooks.com).
- Die Augsburgische Konfession als symbolische Lehrgrundlage der deutschen Reformationskirche, Frankfurt/M. 1870.
- Die Lehre vom Urstand des Menschen : geschichtlich und dogmatisch-apologetisch untersucht, Gütersloh 1879 (Digitalisat und Volltext im Deutschen Textarchiv).
- Gottes Zeugen im Reich der Natur – Biographien und Bekenntnisse großer Naturforscher aus alter und neuer Zeit (2 Bände), in einem Band ersch. in Gütersloh 1881 (Englisch 1886, Norwegisch 1882).
- Zum Apostolikumstreit. Gedanken und Untersuchungen aus Anlaß der Schriften von A. Harnack und F. Kattenbusch, München 1893.